# Калиновка (Тростянецкий район)
Калиновка (укр. Калинівка) — село,
Ницахский сельский совет,
Тростянецкий район,
Сумская область,
Украина.
Село ликвидировано в 1988 году.

## Географическое положение
Село Калиновка находится на расстоянии в 1 км от села Новоукраинка.
По селу протекает пересыхающий ручей с запрудой.
К селу примыкают лесные массивы (дуб).

## История
- 1988 — село ликвидировано[1].